# Giovanni Orlandini
Giovanni Orlandini (Trieste, 13 settembre 1804 – Roma, 12 aprile 1877) è stato un editore, militare e patriota italiano.

## Biografia

### La nascita e la gioventù
Giovanni Antonio Lorenzo Orlandini nacque a Trieste il 13 settembre 1804. Era figlio del libraio ed editore Giovanni Pietro e di Marianna Carpaccio. 
In gioventù lavorò nella libreria paterna, che era anche luogo di incontri segreti tra patrioti italiani. Per un periodo, dopo la morte del padre, continuò a gestire la libreria fino al 1839, anno in cui fu costretto dalla polizia austriaca a chiuderla, a causa dell'attività patriottica, per la quale Orlandini veniva costantemente sorvegliato.   Questo fatto lo costrinse ad abbandonare la città natia, trasferendosi nella villa di famiglia a San Vito al Tagliamento, dove si dedicava alla collezione di monete venete e alla compilazione di descrizioni numismatiche.
Nel 1836, assieme all'amico capodistriano Antonio Madonizza, Orlandini fondò la Favilla, un giornale letterario patriottico. 

### Gli anni della Prima guerra d'indipendenza italiana
Il 23 marzo 1848, a Trieste, Giovanni Orlandini guidò un gruppo disarmato di liberali e mazziniani, che insorsero contro il governo austriaco. Giunta nella piazza del Teatro, la fazione di Orlandini si scontrò contro le bande assoldate dalle autorità austriache. La manifestazione fallì, ma ebbe comunque una valenza notevole: ispirò, infatti, i movimenti irredentistici successivi.
Oggi, a memoria dell'accaduto, sulla facciata del Teatro Verdi di Trieste, è presente una lapide che ricorda: 
«Qui la sera del 23 marzo 1848 Giovanni Orlandini, impugnato il tricolore, sfidò soverchianti forze della dominazione straniera, guidando i patrioti audacemente insorti nel nome d'Italia».
Orlandini venne espulso da Trieste, perciò il giorno seguente si rifugiò a Venezia, dove era arruolato nella Guardia Civica come soldato semplice. Nella città di San Marco, diffondeva manifesti in favore della liberazione di Trieste, dell'Istria e della Dalmazia dal dominatore austriaco. Nei mesi seguenti fece carriera militare, salendo di grado, finché l'11 giugno 1849 venne nominato Capitano d'Infanteria di Linea nell'Armata Veneta.

### Il periodo del Comitato di emigrazione
Dopo il biennio 1848-49 in cui aveva lottato in difesa di Venezia, Giovanni Orlandini tornò a San Vito. Occasionalmente frequentava clandestinamente Trieste, in quanto faceva parte del "Comitato di emigrazione", che aiutava la gioventù italiana ad abbandonare la città, per arruolarsi nelle truppe garibaldine. Per tal motivo, nel 1859, a Trieste venne arrestato assieme ad altri membri del Comitato, ma fu rilasciato grazie a un'amnistia. Venne comunque bandito da tutto il Litorale austriaco; rientrò pertanto a San Vito.

### Gli ultimi anni e la morte
Nel 1870 Giovanni Orlandini si trasferì a Venezia, dove trascorse gli ultimi anni della sua vita e aprì una libreria.
Mentre si trovava a Roma, il 12 aprile 1877 si suicidò sparandosi un colpo di pistola.